# Вандерейккен, Рене
Рене́ Ва́ндерейккен (нидерл. René Vandereycken; 22 июля 1953, Хасселт) — бельгийский футболист и футбольный тренер. Наиболее известен как игрок бельгийского клуба «Брюгге». Тренировал сборную Бельгии с 1 января 2006 года по 7 апреля 2009 года.

## Клубная карьера
Профессиональную карьеру начал в клубе из родного города — «Хасселт». В 1974 году перешёл в «Брюгге», за который сыграл 7 сезонов. Всего за клуб провёл 233 матча. В 1981 году контракт подписал контракт с итальянским «Дженоа», за который провёл 2 сезона. В 1983 году вернулся в Бельгию и играл за «Андерлехт», за который провёл 94 матча и забил 13 мячей. Сезон 1986/87 провёл в немецком «Блау-Вайсс 1890». Закончил карьеру игрока в 1989 году в составе «Гента».

## Карьера за сборную
Всего за сборную Бельгии Рене провёл 50 матчей и забил 3 гола. Вице-чемпион Европы 1980 года в Италии (автор гола с пенальти в финале турнира). Участник чемпионата Европы 1984 года во Франции и чемпионата мира 1986 года в Мексике.

### Голы за сборную
| #  | Дата            | Место                            | Соперник   | Счёт | Результат | Турнир                  |
| -- | --------------- | -------------------------------- | ---------- | ---- | --------- | ----------------------- |
| 1. | 28 марта 1979   | Констант Ванден Сток, Брюссель   | Австрия    | 1-0  | 1-1       | Квалификация на ЧЕ 1980 |
| 2. | 27 февраля 1980 | Стадион короля Бодуэна, Брюссель | Люксембург | 2-0  | 5-0       | Товарищеский матч       |
| 3. | 22 июня 1980    | Олимпийский стадион, Рим         | Италия     | 1-1  | 1-2       | ЧЕ 1980                 |

## Карьера тренера
Рене тренировал «Твенте» на протяжении двух сезонов, а также «Андерлехт» в течение нескольких месяцев и был уволен в июне 2005 года из «Генке», несмотря на то что клуб попал в еврокубки. Он также был тренером «Гента», «Стандарда» из Льежа, «Моленбека» и «Майнц 05». Вандерейккен любит тактическую и оборонительную игру.
Он был главным тренером сборной Бельгии с января 2006 года по апрель 2009 года. За это время он был предметом большой критики в прессе за его тактические решения. Он был уволен 7 апреля 2009 года после того, как сборная проиграла второй матч квалификации на Чемпионат мира 2010 года сборной Боснии и Герцеговины.

## Достижения

### Клубные

#### «Брюгге»
- Чемпион Бельгии: 1975/76, 1976/77, 1977/78, 1979/80
- Обладатель Кубка Бельгии: 1976/77
- Обладатель Суперкубка Бельгии: 1980
- Финалист Кубка европейских чемпионов: 1977/78
- Финалист Кубка УЕФА: 1975/76

#### «Андерлехт»
- Чемпион Бельгии: 1984/85, 1985/86,
- Обладатель Суперкубка Бельгии: 1985
- Финалист Кубка УЕФА: 1983/84

### Международные
- Серебряный призёр чемпионата Европы: 1980